# Tellemara
Tellemara (tiếng Ả Rập: تلعمارة) là một ngôi làng Syria nằm ở Sinjar Nahiyah ở huyện Maarrat al-Nu'man, Idlib. Theo Cục Thống kê Trung ương Syria (CBS), Tellemara có dân số 565 trong cuộc điều tra dân số năm 2004.